# Shatrughan Sinha
Shatrughan Prasad Sinha (Patna, 15 luglio 1945) è un attore e politico indiano.
Come politico è stato membro del Lok Sabha (2009-2014, 2014-2019) e del Rajya Sabha (1996-2002, 2002-2008). Dal 2019 fa parte del Congresso Nazionale Indiano, mentre fino al 2019 era un rappresentante del Bharatiya Janata Party.

## Premi
- 1973: Bengal Film Journalists' Association Awards - Best Supporting Actor
- 2003: Stardust Awards for "Pride of the Film Industry"
- 2003: Stardust Award for Lifetime Achievement
- 2007: National Kishore Kumar Samman
- 2011: Zee Cine Award for Lifetime Achievement
- 2011: "The ITA Scroll Of Honour" KBC regional at the Indian Television Academy Awards
- 2014: IIFA Awards for Outstanding Contribution to Indian cinema
- 2017: Filmfare Lifetime Achievement Award